# Borough of Runnymede
Runnymede ist ein Verwaltungsbezirk mit dem Status eines Borough in der Grafschaft Surrey in England. Verwaltungssitz ist Addlestone; weitere bedeutende Orte sind Chertsey, Egham, Englefield Green und Virginia Water. In dieser Gegend unterzeichnete König Johann Ohneland auf einer Wiese mit Namen Runnymede im Jahr 1215 nach einem Aufstand der Barone die Magna Carta.
Der Bezirk wurde am 1. April 1974 gebildet und entstand aus der Fusion der Urban Districts Chertsey und Egham.

## Städtepartnerschaften
- Bergisch Gladbach, Deutschland, seit 1965
- Herndon (Virginia), USA